# Чувари јавне безбедности
Чувари јавне безбедности, у народу познати под погрдним именом сејмени, били су специјална јединица српске жандармерије, која је постојала од 1882. до 1884. године. После учешћа у гушењу Тимочке буне, ова јединица постала је толико озлоглашена да је убрзо расформирана.

## Позадина

### Жандармерија у Кнежевини Србији
Прве жандармеријске јединице у Кнежевини Србији формиране су 1860. године. Ова прва српска жандармеријска чета, јачине 120 пешадинаца и 15 коњаника, постојала је само у граду Београду. За обуку, опремање и наоружање жандармерије било је задужено Министарство војске, али је у погледу употребе жандармерија била под командом Министарства унутрашњих послова. Тако је српска жандармерија од 1864. била део стајаће војске, али је вршила оне полицијске послове, за које тадашња српска полиција, састављена од слабо наоружаних пандура (званично названих среским и окружним служитељима) није била способна.
До 1882. године полицијска власт у Краљевини Србији није допирала до нивоа сеоских општина, у којима су једини органи реда били председници општина и сеоски кметови, које је бирала локална самоуправа. Ситније злочинце хапсили су и кажњавали сами кметови и председници општина уз помоћ својих сељака, док су за теже злочине ухапшене предавали вишим, среским властима. Најнижи органи централне власти и државне управе били су срески начелници са својим полицијским писарима и наоружаним служитељима (пандурима), смештени у среским варошицама, којих је у сваком округу било по 3-4. Међутим, број среских пандура био је веома мали, па је за гоњење хајдучких банди по селима једино средство било подизање хајки - подизање на оружје једног дела сељака у општини, који су већином имали оружје код куће, пошто су од 20. до 50. године били војници српске народне војске.

### Сукоби Напредњака и Радикала
Овакво стање у Србији трајало је до 1882, када је први пут дошло до отворених сукоба између локалне и централне власти. Од увођења политичких слобода (слободе штампе, удруживања и збора) и оснивања првих политичких странака у Србији (јануара 1881), централна власт била је чврсто у рукама Напредњака, конзервативне странке чиновника, интелектуалаца и богатих грађана која је уживала подршку краља Милана Обреновића и нудила бирачима широке и либералне, али сасвим теоретске политичке слободе. За разлику од њих, Народна радикална странка, коју су основали следбеници првог српског социјалисте Светозара Марковића - Никола Пашић и Пера Тодоровић, основала је своје одборе у свим срезовима и већим селима, и придобила масовну подршку сељака, којима је обећавала смањење пореза, укидање чиновништва и већу улогу у власти, чиме би могли да поправе свој животни стандард. Тако су на изборима 1882. Радикали добили већину у Скупштини, али је напредњачка влада распустила Скупштину и наредила нове изборе. Када су поново изабрани исти људи, влада је одузела мандате радикалским посланицима, под изговором да својим противљењем владиним предлозима ометају рад Скупштине, и поставила за посланике другопласиране на изборима, већином своје кандидате, од којих су неки добили само по два гласа. Радикалска штампа одмах је нову скупштину прозвала Двогласном скупштином, и оспорила јој легитимитет - међутим, напредњачка влада добила је послушно оруђе за доношење својих закона.

## Формирање и употреба

### Формирање
Једна од првих мера напредњачке скупштине 1882. било је проширење централне полицијске власти на сеоске општине, у којима су радикали држали огромну већину места председника општина и сеоских кметова, који су били једина власт у селима. Под изговором потребе гоњења хајдука у селима, Двогласна скупштина је по кратком поступку од 19. до 21. јуна 1882. донела закон о формирању нових јединица чувара јавне безбедности. То је била нарочита трупа коњаника, наоружаних пушком, револвером и сабљом, која није припадала ниједном округу, срезу нити општини, већ се по потреби, могла упутити на свако место где је била угрожена јавна безбедност. Званично, могли су се употребити за чување границе, гоњење хајдука и сузбијање нереда: у пракси, били су намењени за сузбијање политичких протеста и радикалске опозиције у селима. По усвајању закона, ескадрони чувара брзо су регрутовани и формирани, и стављени под команду министра унутрашњих послова Милутина Гарашанина. По речима Живана Живановића, ускоро су пролетали друмовима у својим маркантним униформама чувари јавне безбедности, које је народ брзо прозвао сејменима, за сећање на турске зулумћаре у доба устанака.

### Организација
Чувари јавне безбедности били су организовани као коњички пук, подељен на 3 ескадрона. Сваки ескадрон имао је по 120 коњаника и 3 официра, тако да је укупно било 360 војника и 10 официра.
Први ескадрон био је стациониран у Неготину, под командом капетана Милана Јакшића.

### Ангажовање
Иако званично формирани за гоњење хајдука и чување границе, припадници ове жандармерије највише су коришћени од стране напредњачке владе за прогон и сузбијање радикалске опозиције у народу, а нарочито су били активни у Тимочкој крајини, где су учествовали у изазивању и гушењу Гамзиградске и Тимочке буне (1883).
Тимочка буна започела је 20. октобра (1. новембра) 1883. сукобом између чувара јавне безбедности и наоружаних сељака у селу Криви Вир. Сељаци су успешно натерали на повлачење одред од 20 чувара, претукавши њиховог заповедника и још двојицу, при чему се жандари нису усудили да пуцају на народ. Након ширења побуне и интервенције војске, 80 чувара јавне безбедности учествовало је у одбрани Зајечара 27. октобра (8. новембра). По мемоарима Драгутина Илића, чувари јавне безбедности су после гушења Тимочке буне чували ухапшене устанике и вршили стрељања осуђених на смрт (укупно 22 осуђеника) на брду Краљевици изнад Зајечара. При стрељању попа Милије Петровића (6. новембра 1883) и Љубе Дидића (7. новембра) плотун је само ранио осуђенике, па су убијени метком из непосредне близине. Већина савременика сматрала је да се то догодило због непрецизности карабина Пибоди којим су сејмени били наоружани, иако је могуће да је то учињено намерно.

## Оружје и опрема
Опрема чувара јавне безбедности била је истоветна униформи српске стајаће војске, са изузетком капа, које су уместо тамно плаве, биле црвене боје.
Чувари јавне безбедности су за Србију оног времена били изврсно наоружани: сваки војник имао је сабљу, карабин типа Пибоди (домаће производње) са 60 метака и модеран аустроугарски револвер типа Гасер. Револвери су у то време у Србији били веома скупо и ретко оружје: цена револвера износила је од 40-85 динара, док је пушка пибодуша вредела 28 динара.
У поређењу са овом модерно наоружаном јединицом, половина народне војске која се борила у српско-турским ратовима (1876-1878) била је наоружана старинским пушкама спредњачама (белгијске и руске производње), док је коњица народне војске била је наоружана само сабљама и карабинима (већином типа Пибоди, али и старијим типа Грин и белгијским спредњачама). Скупе револвере (већином белгијске типа Франкот) од државе су добиле само старешине народне војске и подофицири стајаће војске, док су их официри стајаће војске куповали о свом трошку.

## Наслеђе
Улога сејмена у настанку Тимочке буне приказана је у југословенском филму Тимочка буна из 1983. године.